# جيفري آشبي
جيفري اشبي (بالإنجليزية: Jeffrey Ashby)‏ (و. 1954 – م) هو ضابط، ورائد فضاء من الولايات المتحدة الأمريكية . ولد في دالاس، تكساس .

## ريادة الفضاء
شارك في المهمات الفضائية:
- STS-112
- رحلة الفضاء STS-93
- STS-100.

## التعليم
تعلم في University of Idaho، وجامعة تينيسي

## الخدمة العسكرية
خدم في بحرية الولايات المتحدة.

## جوائز
حصل على جوائز منها:
- جائزة الشجاعة طيران
- وسام الجو
- وسام "العمل الشجاع في الحرب الوطنية العظمى 1941-1945
- وسام الاستحقاق.